# Horace Mann
Horace Mann (4 de maio de 1796 – 2 de agosto de 1859) foi um estadunidense educador e abolicionista. Horace Mann teve um papel na criação da escolas para surdos e mudos americanos. Com a utilização da língua de sinais os Estados Unidos passaram a sofrer na segunda metade do século XIX algumas pressões contrarias ao método, esse fato pode ser atribuído a onda nacionalista que aconteceu após a guerra de Secessão. Onde o desejo era a reunificação do país. Tinha como uma das vertentes a própria língua: o inglês. Visto que a língua de sinais americana não era uma versão do inglês, passou então a ser rejeitada, sendo substituída para o inglês oral. Um dos responsáveis, por essa modificação foi Horace Mann, político e realizador de mudanças na educação. Mann teve uma grande influência de Samuel Howe, adversário do uso de sinais que tinha interesse de construir uma escola oralista para os surdos. Mann não tinha conhecimento nenhum sobre o trabalho feito com o surdo, nem suas fundamentações, seu único interesse era a utilização de sinais na educação dos surdos, pois isso iria de encontro aos anseios políticos da época em seu país.